# کرسعه
کرسعه (به عربی: کرسعة) یک روستا در سوریه است که در ناحیه کفرنبل واقع شده‌است. کرسعه ۹۶۹ نفر جمعیت دارد.